# Rhys ap Tewdwr
Rhys ap Tewdwr (1040 – 1093) è stato un principe del Deheubarth (Galles sud-occidentale) e membro della dinastia del Dinefwr, che discendeva da Rhodri Mawr.

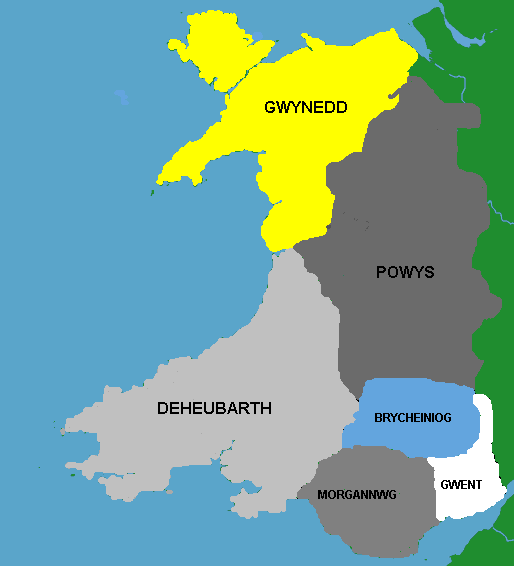
Regni medioevali del Galles

Nacque nell'odierno Carmarthenshire e morì nei pressi di Brecon. 
Rhys reclamò il trono del Deheubarth dopo la morte del cugino Rhys ab Owain, morto in battaglia contro Caradog ap Gruffydd (1078), che nel 1081 invase il Deheubarth. Rhys si alleò allora con Gruffydd ap Cynan (che voleva riconquistare il trono del Gwynedd): le loro forze sconfissero a Mynydd Carn quelle di Caradog, che morì in combattimento insieme ai suoi alleati, Trahaearn ap Caradog del Gwynedd e Meilyr ap Rhiwallon. In quello stesso anno Guglielmo il Conquistatore visitò il Deheubarth: Rhys gli rese omaggio e pagò un tributo e così poté mantenere il possesso del Deheubarth.  
Nel 1088, Cadwgan ap Bleddyn del Powys attaccò il Deheubarth e costrinse Rhys a fuggire in Irlanda. Ma Rhys tornò in quello stesso anno con una flotta irlandese e sconfisse i nemici in una battaglia, nella quale morirono due fratelli di Cadwgan, Madog e Rhiryd. Nel 1091, Rhys dovette fronteggiare una rivolta che voleva detronizzarlo e mettere al suo posto Gruffydd, figlio di Maredudd ab Owain. Alla fine, sconfisse i nemici nella  battaglia di San Dogmaels, dove Gruffydd trovò la morte.
Rhys riuscì a resistere alla crescente pressione normanna fino al 1093, quando fu ucciso vicino a Brecon dai normanni, non si sa se in battaglia o a tradimento. 
Rhys aveva sposato Gwladys verch Rhiwallon della dinastia Mathrafal del Powys, dalla quale ebbe due figli maschi, Gruffydd e Hywel, e una femmina, Nest. Gruffydd ereditò una piccolissima porzione del Deheubarth, perché la morte del padre aveva aperto la strada alla conquista normanna della maggior parte di quell'area. 
Nest verch Rhys, conosciuta anche come "Elena del Galles", famosa per la sua bellezza, sposò Gerald of Pembroke: il suo rapimento dal castello del marito (Cenarth Bychan, forse Cilgerran Castle) ad opera  di Owain ap Cadwgan, figlio del suo vecchio nemico, Cadwgan ap Bleddyn, diede il via alla guerra civile.